# BA-12 Sländan
BA-12 Sländan är ett svenskt högvingat lätt flygplan.
BA-12 Sländan konstruerades av Rudolf Abelin och Björn Andreasson i det nybildade bolaget Malmö forsknings och Innovations AB (MFI).
MFI ordnade tillsammans med AMU en sjumånaders kompositkurs för gymnasie- och civilingenjörer. Som övningsobjekt valde Abelin och Andreasson att eleverna skulle se hur kompositmaterialet fungerade i produktion- och konstruktionshänseende. Sedan eleverna hade utfört hållfasthetsberäkningar, ekonomiska analyser och ritningar såg Abelin och Andreasson att flygplanet kunde produceras. Två av eleverna vid AMU anställdes vid MFI för att arbeta vidare med projektet när kursen var slut.
BA-12 är tillverkad i kompositmaterial, huvudsakligen glasfiberarmerad plast. Till de väsentliga detaljerna har man använt kolfiber som förstärkning. Flygplanet är uppbyggt kring en lång fyrkantig glasfiberbom. Vingens två balkar är anslutna på bommens sidor. Den äggformade förarplatsen är monterad under och framför vingen i bommens undersida. Mellan förarplatsen och vingen finns en vingstötta av stål som stagar vingen. I bommens akterparti finns en V-formad stjärt som ersätter den konventionella stabilisatorn och fenan.
Vingen består av en mjuk kärna som omges av profilformade kolfiberstavar på ovan- och undersidan. Vingens spryglar är tillverkade av skumplast som sedan klätts med glasfiberväv. Efter att balkar och spryglar är placerade på sin plats limmas skalet som består av två lager glasfiberarmerad plast fast. För att spara hangarutrymme och underlätta transport på marken kan vingarna fällas bakåt. 
Totalvikten för båda vinghalvorna är 40 kilo.
Förarplatsen är tillverkad av två skal i glasfiber och kevlar. Mellan skalen finns en spant där vingstöttorna och det fasta landstället ansluts. Flygplanets noshjul är styrbart med sidroderpedalerna. Snett ovanför förarplatsen i den fyrkantiga glasfiberbommen finns motorfundamentet där en trecylindrig tvåtakts König motor är monterad. Piloten som sitter rakt bakom propellern skyddas från luftströmmen av en enkelkrökt vindruta.
Flygplanet visades upp första gången vid en teknisk mässa i Malmö februari 1984. Senare under våren vidtog flygutprovningen på Malmö-Sturup flygplats med Rudolf Abelin som testpilot.  Senare flyttade man testflygningarna till Bulltofta flygplats med Laroy Månsson som testpilot. Under flygtesterna har man genomfört flera modifieringar, förarplatsen gavs en bättre aerodynamisk form. Den V-formade stjärten har provats uppåtriktad och nedåtriktad och landstället har växlat mellan runda glasfiberstavar eller stålrör.
Flygplanets konstruktion tillåter en belastning mellan +4,4 G och -2,2 G detta medför att flygplanet är godkänt för begränsad avancerad flygning. Under projekteringen har man följt de amerikanska FAR 23 bestämmelserna, så flygplanet kan klassas både som allmänflygplan och ultralätt.